# Sint-Mildredakapel

De Sint-Mildredakapel (Frans: Chapelle Sainte-Mildrède) is een kapel nabij de plaats Millam in het Franse Noorderdepartement.

## Geschiedenis en gebouw

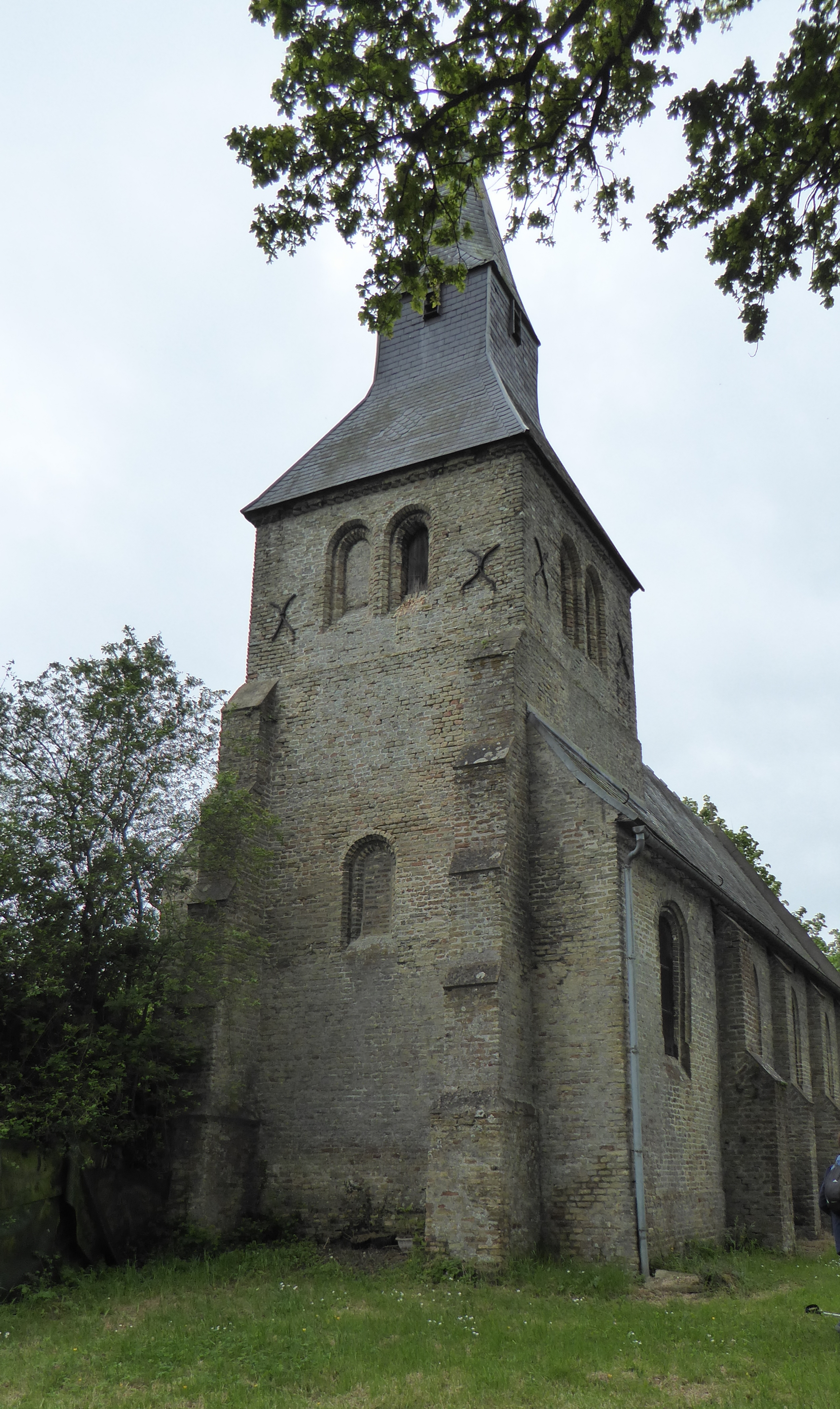
De Sint-Mildredakapel, koorzijde met toren

Deze kapel werd herbouwd in 1702 en bevindt zich aan de voet van de 61 meter hoge Mont du Gibet. Deze eenbeukige bakstenen kapel heeft een toren die tegen het koor is aangebouwd. Op deze plaats zou de Heilige Mildreda zich hebben opgehouden toen ze van de Abdij van Chelles terugkeerde naar Engeland. Dicht bij deze plaats ontspringt een bron waar miraculeuze eigenschappen aan worden toegeschreven. Zij zou de plaatselijke bevolking van moeraskoorts hebben genezen.